# Pons de Montboissier
Pons-Maurice de Montboissier, mort le 20 avril 1128, est un prélat français du XIIe siècle. Il est issu de la Famille de Montboissier en Auvergne.

## Biographie
Pons-Maurice est né dans la famille noble des Montboissier en Auvergne (commune actuelle de Cunlhat). 
Pons-Maurice est élu évêque du Puy en 1112. La canonicité de son élection étant contestée, il doit aller à Rome pour la justifier auprès du pape Pascal II ; il en est confirmé dans ses droits sur son diocèse. Il se heurte au peuple et aux principaux de son diocèse, qui lui disputent les droits de son église et initient une guerre locale.
Après la pacification, Pons entreprend le voyage de Jérusalem, où il passe deux ans et demi. À son retour, il est victime d'une longue maladie ; après être resté deux mois au Puy, il se fait transporter à Montboissier en Auvergne, où il meurt.